# Paying Guests
Paying Guests est un film indien de Bollywood réalisé par Prahasith Painter sorti le 19 juin 2009.
Les rôles principaux de cette comédie sont interprétés par Vatsal Seth, Celina Jaitley, Javed Jaffrey (en) et Neha Dhupia. 

## Box-office
Box-office en Inde : 71 000 000 roupies.